# Шах Мубарак Абру
Шах Мубарак Абру (урду شاہ مبارک آبرو, нар. 1683 р., Гваліор — пом. 1733, Делі) — індійський поет. Народився в місті Гваліор. Внук Мухаммада Гауса Гваліорі і родом з сім'ї суфіїв. Народився під час правління імператора Моголів Аурангзеба. Помер під час правління імператора Моголів Мухаммада Шаха, під час якого урду стала державною мовою і офіційною юридичною мовою.
Абру широко використовував каламбур у своїй поезії і перебував під впливом санскриту. Він був учнем Сирадж-уд-Дін Алі Хана в Агрі. Він був одним з перших поетів, які почали писати дівани (збірники урду поезій) і був сучасником Мір Такі Міра і Мусхафі.
Делі в той час був центром літературної діяльності. Тому, поет переїхав в Делі, де він провів залишок свого життя і помер в 1733 році. Переважна частина його творів складається з містичної поезії, швидше за все, тому що він був з містичної суфійської сім'ї. Його поезія складається переважно з газелей, але він також писав маснаві, марсія і мохаммас. Один з його маснаві, Dar Mauizah Araish Mashooq містить письмовий опис важливого культурного обряду.